# Goodbye for Now (canción de P.O.D.)
«Goodbye for Now» es el primer sencillo del cuarto álbum de la banda de Nu Metal cristiano, P.O.D., llamado Testify y realizado en 2006. Esta canción cuenta con la voz de Katy Perry en el coro final y también fue el primer sencillo de su segundo álbum, que salió a la venta en 2007.
Goodbye for Now fue usado para promocionar los videos de la película The Chronicles of Narnia: The Lion, the Witch and the Wardrobe. El sencillo llegó a ser tan famoso como "Alive" y "Youth Of The Nation" y llegó al número 48 de la lista de Billboard el 31 de enero de 2006, haciendo esta canción el tercer hit mundial de la banda.
El video musical de la canción también alcanzó el lugar N°1 en TRL de MTV y se convirtió sin precedentes en el cuarto vídeo N°1 de P.O.D. 
Musicalmente, "Goodbye for Now" voz de rap volvió a introducir un catálogo individuales POD, el estilo no se había escuchado en cualquier lugar prominente único desde el año 2002 de Satélite. La canción también hace hincapié en la melodía y la armonía vocal limpia, mientras que carece de cualquier trabajo de guitarra de heavy. Katy Perry saca coros entrar en el coro final, poco antes de la canción llega a su fin. P.O.D. El vocalista Sonny Sandoval describe la sensación y el significado de "Goodbye for Now" en una entrevista de MTV:
"Es más de un tema relajado, es más de una pista de onda, no es definitivamente el lado pesado de P.O.D., pero líricamente es una canción de esperanza... Sabemos que con sólo tratar con la gente que nos rodea y que recién sale a través de lo mucha gente que hay una gran cantidad de personas que luchan por ahí. Y es que la influencia positiva que nos gustaría tener en nuestra música, estamos tratando de animar a la gente. No importa qué tan grave es hoy, mañana tiene una promesa brillante y un brillante en el futuro. Hay una letra que dice: "Si la alegría realmente viene en el tiempo de la mañana / Entonces voy a sentarse y esperar hasta el amanecer siguiente. Y en nuestra fe, creemos que la alegría viene en el tiempo de la mañana, así que aguantar y pasar el rato y mañana es un día completamente diferente."

## Lista de canciones
1. "Goodbye for Now"
2. "Why Wait?"
3. "Lights Out" (Chris Vrenna Mix)